# Droit divin

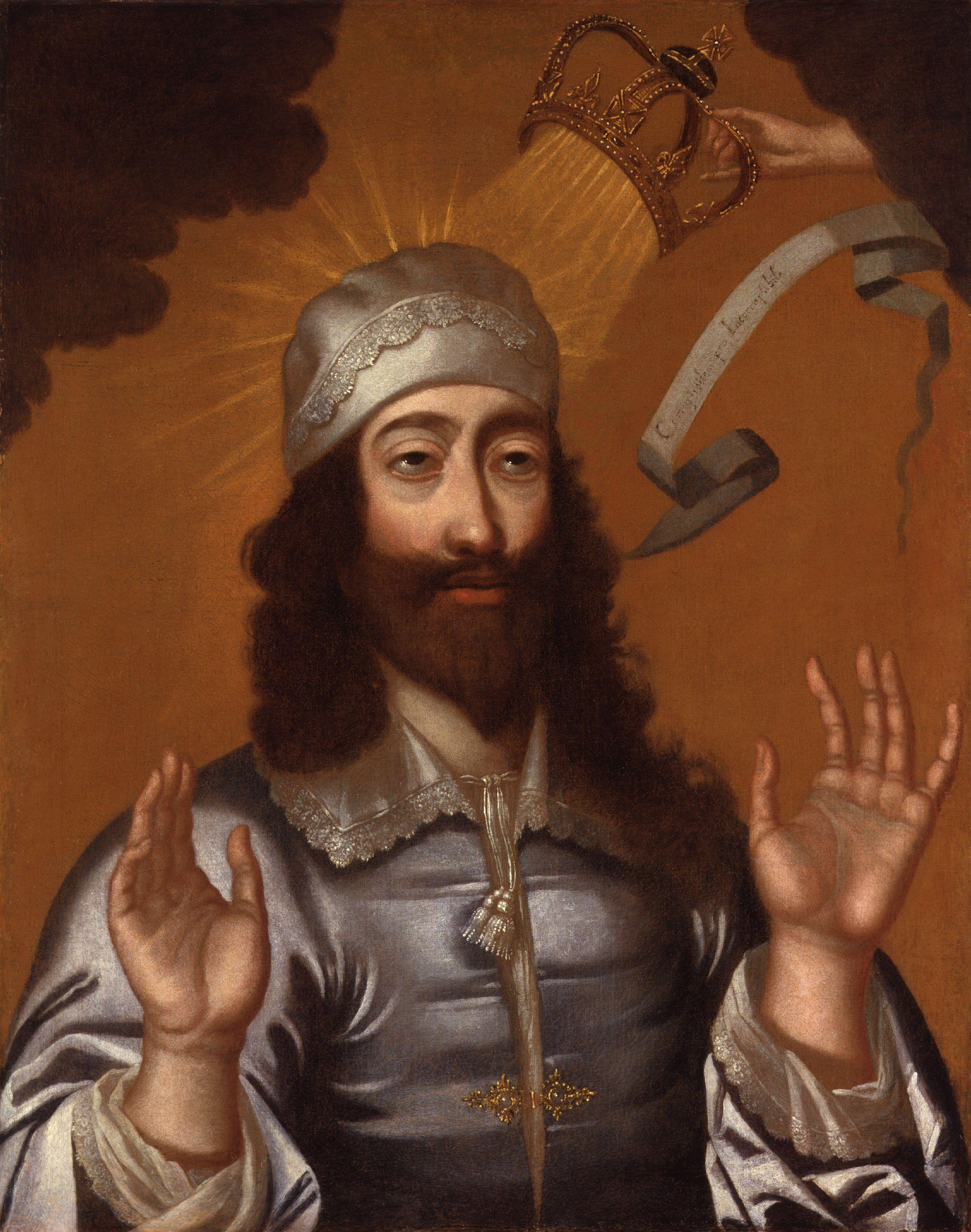
Karel I van Engeland wordt gekroond door een hand uit een wolk, mogelijk God.

Het droit divin is het goddelijk recht waarmee absolute christelijke vorsten hun gezag legitimeerden. Zij stelden dat God hen had aangesteld om over hun onderdanen te regeren. Hierdoor waren ze van mening dat ze aan geen enkel ander mens verantwoording hoefden af te leggen. Deze overtuiging is kenmerkend voor het absolutisme.
De theocratische theorie van het droit divin kent slechts één vrij persoon, de vorst die legibus solutus is, niet gebonden aan wetten; wat aan zijn onderdanen toegestaan is, danken zij aan zijn genade.
Een goed voorbeeld van een absolute vorst is de Franse koning Lodewijk XIV.